# غولدن
غولدن (بالإنجليزية: Golden)‏ هي مركز مقاطعة جيفرسون، كولورادو في الولايات المتحدة. غولدن تقع على طول كلير كريك على حافة سفح فرونت رانج من جبال روكي. تأسست خلال حمى الذهب في بايكس بيك في 16 حزيران 1859، وتمت تسمية مخيم التعدين في الأصل باسم غولدن سيتي تكريما لتوماس غولدن. كانت غولدن سيتي عاصمة إقليم جيفرسون المؤقت بين عامي 1860-1861، وأصبخت عاصمة إقليم كولورادو بين عامي 1862-1867. في عام 1867، انتقلت العاصمة الإقليمية شرقا نحو 12 ميلا (19 كم)إلى مدينة دنفر. ويقدر مكتب الإحصاء في الولايات المتحدة أن عدد سكان المدينة بلغ 18,867 في عام 2010.

## توأمة
لغولدن اتفاقيات توأمة مع كل من:
- فيليكو ترنوفو (17 نوفمبر 2000 - )
- Veliko Tarnovo Municipality [الإنجليزية]‏ (17 نوفمبر 2000 - )

## أعلام
- فرد تشيستر بوند
- فرانك بي. موريسون
- اليكس هوز
- جاك جونز
- ويليام غروفر سميث
- بوب سايمور
- جون تشارلز فيفيان
- نيلز كريستيانسن
- جوني ماورو
- فرد جاكوبس